# Academia Deportiva Fancesa
A Academia Deportiva Fancesa é um clube de futebol boliviano, sediado na cidade de Sucre. Atualmente disputa a Copa Simón Bolívar.
Em 2010, foi vice-campeão da Primera A da Asociación Chuquisaqueña de Fútbol (ACHF), perdendo na final por 2 a 1 para o Independiente Petrolero.